# Carlos Hank González

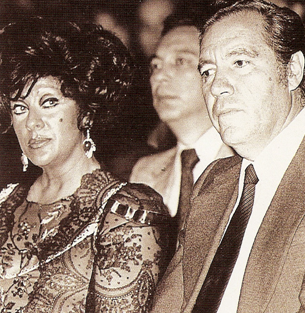
Carmen Romano en professor Carlos Hank González.

Carlos Hank González (Santiago Tianguistenco, 28 augustus 1927 - aldaar, 11 augustus 2001), bijgenaamd El Profesor, was een Mexicaanse politicus en zakenman.
Hij was lid van de Institutioneel Revolutionaire Partij (PRI) die indertijd haast een monopoliepositie op de macht bezat. Aangezien zijn vader uit Duitsland kwam, was het hem niet toegestaan president te worden, doch hij wist zich op te werpen als een van de machtigste personen in Mexico.
Van 1963 tot 1969 was hij gouverneur van de deelstaat Mexico en in 1976 werd hij aangewezen tot regent van het Federaal District, een functie die gezien kan worden als die van burgemeester van Mexico-Stad. Als burgemeester liet hij de Eje Central aanleggen, evenals vele andere projecten om de stad autovriendelijk te maken. Onder president Carlos Salinas was hij minister van toerisme (1988-1990) en landbouw (1990-1994).
In een artikel dat in 1999 werd gepubliceerd - en dat later door de Amerikaanse autoriteiten en de bron van het artikel werd ontkend - werd verwezen naar een naar verluidt onvolledig en niet-officieel ontwerp, bekend als de "White Tiger Executive Summary", waarin werd beweerd dat het U.S. een gelekt rapport van het National Drug Intelligence Center (NDIC) merkte op dat de vermeende betrokkenheid van Hank González bij drugshandel en witwassen op een bepaald moment een "aanzienlijke criminele bedreiging voor de Verenigde Staten" vormde. Het NDIC-rapport beschuldigde ook Hank González van politieke corruptie, belastingontduiking, omkoping en stemmenkoperij. De Amerikaanse openbare aanklager Janet Reno ontkende echter de waarheidsgetrouwheid van het rapport en wees erop dat de vermeende bron, een werknemer van het agentschap, niet langer in actieve dienst was. Zij verklaarde ook in een brief dat "na een eerste onderzoek van het ontwerp-rapport werd vastgesteld dat het onderwerp van het rapport buiten de inhoudelijke deskundigheid en het verantwoordelijkheidsgebied van de NDIC viel, en het project werd beëindigd".

## Criminele beschuldigingen
Carlos Hank Gonzalez werd ervan beschuldigd banden te hebben met drugshandelaren zoals Félix Gallardo, de Arellano broers en Mayo Zambada. Hij en zijn groep werden ook beschuldigd van het hebben van controle over Amerikaanse banken, investeringsmaatschappijen, casino's voor het witwassen van geld, drugshandel met kartels en andere illegale activiteiten. Volgens een rapport van het Amerikaanse National Drug Intelligence Center (NDIC) met de bijnaam Operatie Witte Tijger vormde de betrokkenheid van Hank González bij drugshandel en witwassen "een aanzienlijke criminele dreiging voor de Verenigde Staten". Terwijl Amerikaanse wetshandhavingsfunctionarissen jarenlang onderzoek hadden gedaan naar Carlos Hank Gonzalez en zijn zonen Carlos Hank Rhon en Jorge Hank Rhon, markeerde de beoordeling door meerdere instanties voor het eerst dat alle drie werden beschuldigd van directe banden met de activiteiten van grote Mexicaanse drugskartels.
- Biblioteca Nacional de España: XX1320580
- Gemeinsame Normdatei: 130561800
- International Standard Name Identifier: 0000 0000 7824 8437
- Library of Congress Control Number: n88680866
- Virtual International Authority File: 53275991
- WorldCat: E39PBJwhxDp63qfqRj9bTbf6rq